# Francisco de Barbadillo y Vitoria
Francisco Antonio de Barbadillo y Vitoria (Ezcaray, Comunidad Autónoma de La Rioja, España; 28 de marzo de 1670 - Ciudad de México, Nueva España; 14 de mayo de 1726) fue un destacado abogado y político español que fue gobernador del Nuevo Reino de León.

## Biografía
Nació en Ezcaray, Comunidad Autónoma de La Rioja, España, el 28 de marzo de 1670, siendo hijo de Cristóbal de Barbadillo y de Antonia de Vitoria Lecea. En 1700 residía en Madrid; no obstante su ausencia, fue designado alcalde de la Santa Hermandad en su ciudad natal en repetidas ocasiones. Para 1710 había recibido el título de licenciado.
Pasó a la Nueva España con el virrey duque de Linares. Residiendo en América, el Ayuntamiento de Ezcaray le designó regidor en 1714. En México fue alcalde de la Real Sala del Crimen, distinguiéndose por su rectitud, puesto que, cuando el oidor Francisco de Garzarón, visitador apostólico del Tribunal de la Inquisición, hizo la visita de ministros, la mayoría de estos resultaron hasta con cien cargos ante el Real Consejo de Indias, entretanto que los alcaldes del crimen Nicolás de Chirinos, Juan de Verguellina y el lic. Barbadillo, sólo fueron culpados de "varias solturas de presos hechas por su orden, sin noticia de la sala, de que se les absolvió".
Al serle planteado al virreinato el grave problema de las encomiendas en el Nuevo Reino de León, el virrey duque de Linares convocó a una junta de guerra y hacienda en la cual se acordó enviar a resolverlo al lic. Barbadillo, como juez en comisión, con amplias facultades. Este cargo le fue conferido "por el celo que le asiste de ambas majestades y de su literatura".
Llegó a Monterrey en diciembre de 1714, procediendo a obrar con tal energía que, para fundar pueblos de indios —medida que consideró la más eficaz para acabar con el abuso de los encomenderos— dijo que "buscaría el sitio o lo hallaría". Expresó además, que si el propio gobernador intentara oponerse, le quitaría el bastón y lo echaría del reino; y que "si una mosca fuese capaz de castigo y se opusiera, le daría garrote".
Organizó la Compañía Volante para seguridad de los pueblos y de las haciendas de ovejas que entraban a pastar. Aquí privaba el criterio de que el indio "sólo por miedo se sujetaría al rey, al trabajo, a la cristiandad y a la religión, y no de otra suerte". Barbadillo, acompañado del capitán Juan Guerra Cañamar y de fray Juan de Losada, subió a la tierra de Tamaulipas logrando "bajar la paz" a los indios que habían huido de las misiones y se habían remontado. Con estos repobló la misión de San Antonio de los Llanos (Hidalgo, Tamaulipas), e impulsó las de Río Blanco y Labradores: repobló las de Hualahuises y Gualeguas, y fundó, a inmediaciones del valle del Pilón, las misiones de Purificación y Concepción.
Estando en esa región, intervino en el conflicto de Hualahuises y Linares por su jurisdicción y lo resolvieron disponiendo el traslado de Linares (14 de noviembre de 1715. Con el procedimiento de expropiar tierras para fundar pueblos, como lo hizo en el Pilón, expropió otras al oriente de Monterrey, y, en febrero de 1715, fundó la misión de Nuestra Señora de Guadalupe, a la que dio título de pueblo el 4 de enero de 1716. Dio a cada uno de los pueblos fundados por él, instrucciones claras para su gobierno interior, nombrándoles además un protector y señalándoles misioneros que, en su opinión, habían de ser "cuando no ángeles, más que hombres".
Restituyó a los franciscanos las misiones que habían sido secularizadas por el obispo Camacho y Ávila, y se distinguió, en fin, como pacificador y libertador de los indios, puesto que abolió las congregas, nombre con el cual eran conocidas ahí las encomiendas, origen del problema.
Cumplida su misión, regresó a México en abril de 1716, después de 16 meses de actividad en el Nuevo Reino de León. En México reasumió su cargo de alcalde de corte. Con su ausencia resurgió el problema. Entonces fue nombrado gobernador, tomando posesión el 4 de agosto de 1719. Durante su mandato auxilió al marqués de Aguayo en la campaña contra los franceses de St. Dennis, que se habían internado en Texas. Estableció la Compañía Volante; restituyó los protectores de indios; levantó un censo de ganados que hizo pensar en la posibilidad de establecer un obispado en Monterrey; etc.
Gobernó cuatro años, al cabo de los cuales volvió a México, a mediados de 1723. En ese año contrajo matrimonio en México con doña Juana Rosa Bolio Ojeda y Guzmán, viuda de don Martín de Urzúa y Arizmendi, conde de Lizárraga.
Sin estar enfermo, otorgó testamento en México el 29 de diciembre de 1724, ante Francisco Dionisio Rodríguez, escribano real. Murió en la Ciudad de México el 14 de mayo de 1726, en su casa de la calle de los Donceles. Fue sepultado en la capilla del Rosario, del convento de Santo Domingo.